# 埃德斯維勒
埃德斯維勒是瑞士的城鎮，位於該國西北部，由汝拉州負責管轄，面積3.31平方公里，海拔高度553米，2011年人口118，七成半人口信奉羅馬天主教，人口密度每平方公里36人。